# Lyrical Ballads

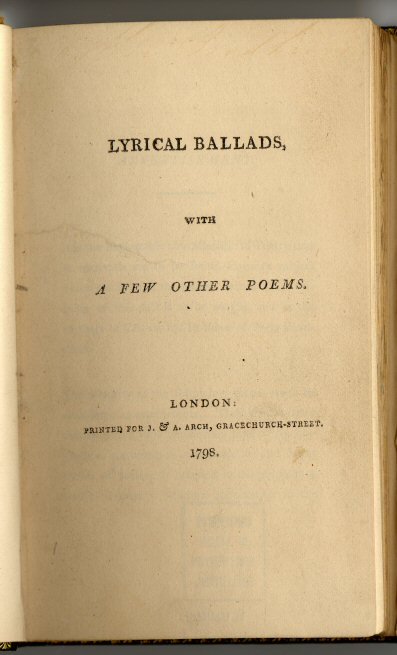
A página inicial da primeira edição.

Lyrical Ballads, with a Few Other Poems (Baladas líricas, com uns poucos outros poemas) é uma coleção de  poemas de William Wordsworth e Samuel Taylor Coleridge, publicado pela primeira vez em 1798, e é considerado o marco do início do movimento romântico inglês na literatura. O imediato efeitos sobre os críticos era modesto, mas tornou-se e continua a ser um marco, mudando o curso da literatura inglesa e poesia.
A maioria dos poemas na edição de 1798  foram escritos por Wordsworth, com Coleridge, contribuindo apenas com quatro poemas para a coleção, incluindo uma de suas mais famosas obras, "The Rime of the Ancient Mariner".
Uma segunda edição foi publicada em 1800, em que Wordsworth adicionou novos poemas e um prefácio detalhando os princípios poéticos do par. Para mais uma edição, publicada em 1802, Wordsworth adicionou um apêndice intitulado Dicção Poética em que ele expandiu as idéias estabelecidas no prefácio.

## Conteúdo
Wordsworth e Coleridge juntaram-se para derrubar o que eles consideravam pedante, a aprendida e altamente esculpida formas de poesia inglesa do século 18 e levar a poesia ao alcance de uma pessoa comum, por escrito de  versos do uso normal, a linguagem do dia a dia. Eles colocam uma ênfase sobre a vitalidade da voz vivaz que os pobres usam para expressar a sua realidade. Usando esta linguagem, também ajuda a afirmar a universalidade das emoções humanas. Até mesmo o título da coleção recorda formas de arte rústicas – a palavra "lírica" está ligada aos antigos poemas, bardos rústicos, e dá um ar de espontaneidade, enquanto "baladas" são um modo oral de contar histórias usado por pessoas comuns.

Na 'Propaganda' incluída na edição de 1798, Wordsworth explicou o seu conceito poético:
A maioria dos seguintes poemas devem ser considerados como experiências. Eles foram escritos principalmente com vista a averiguar o quanto a língua no meio da conversa e classes mais baixas da sociedade são adaptadas para a finalidade do prazer poético. 
Se a experiência com o idioma vernáculo não foi o suficiente para um desvio da norma, o foco no simples, sem instrução, camponeses como o sujeito da poesia foi um sinal de mudança para a literatura moderna.
Um dos principais temas de "Lyrical Ballads" é o retorno ao estado original de natureza, em que as pessoas têm a existência mais pura e inocente existência. Wordsworth subscreve a crença de Rousseau de que a humanidade era essencialmente bom, mas foi corrompida pela influência da sociedade. Este resultado pode estar ligado com os sentimentos espalhados pela Europa pouco antes da  Revolução francesa.